# Utricularia praetermissa
Utricularia praetermissa es una especie de planta carnívora de tamaño mediano, con hábito epífita o terrestre, que pertenece a la familia Lentibulariaceae. 

## Descripción
Es una planta perenne, epífitas o terrestres. Las hojas angostamente elípticas, de 7–20 cm de largo y 1.2–3 cm de ancho, láminas coriáceas, usualmente más cortas que los pecíolos. Las inflorescencias en racimos de 25–45 cm de largo, pedicelos 1.5–2.5 cm de largo; lobos del cáliz iguales, ovados, 2.5–3.2 cm de largo; corola de 3.5–5 cm de largo, blanca o rosado pálida y con una mancha amarilla, glabra o escasamente estipitado-glandular. El fruto es una cápsula ampliamente ovoide, ca 9 mm de largo, ventralmente 1-valvada.

## Distribución y hábitat
U. praetermissa es un endemismo to de Centroamérica, donde se encuentra en Costa Rica, Nicaragua, y Panamá. Crece en los árboles húmedos y en los bosques de niebla en altitudes de 1.000 m a 2.800 metros. Florece entre julio y octubre. Es una especie rara en árboles cubiertos de musgos en bosques húmedos en la Isla de Ometepe.

## Taxonomía
Utricularia praetermissa fue descrita por Peter Taylor y publicado en Annals of the Missouri Botanical Garden 63(3): 576, f. 3. 1976[1977].
Etimología
Utricularia: nombre genérico que deriva de la palabra latina utriculus, lo que significa "pequeña botella o frasco de cuero".
praetermissa: epíteto
Sinonimia
- *Utricularia endresii Donn.Sm.][4]